# Pachyrhamma giganteum
Pachyrhamma giganteum är en insektsart som först beskrevs av Richards, A.M. 1962.  Pachyrhamma giganteum ingår i släktet Pachyrhamma och familjen grottvårtbitare. Inga underarter finns listade i Catalogue of Life.